# Euphorbia fianarantsoae
Euphorbia fianarantsoae es una especie fanerógama perteneciente a la familia de las euforbiáceas. 

## Distribución y hábitat
Es nativa de Madagascar en la Provincia de Fianarantsoa. Su hábitat natural son las áreas rocosas. Está tratada en peligro de extinción.

## Descripción
Es una planta suculenta arbusto con  tallo suculento; se encuentra en áreas subhúmedas; a una altitud 1000-1499 metros.
La situación taxonómica de esta especie es problemática. Es probable que tenga presencia en una pequeña extensión que todavía tiene que ser comprobada. Crece en afloramientos rocosos en la alta meseta cerca de Fianarantsoa y, como tal, está en peligro por las actividades humanas. Está clasificado como VU D2.

## Taxonomía
Euphorbia fianarantsoae fue descrita por Ursch & Leandri y publicado en Mémoires de l'Institut Scientifique de Madagascar, Série B, Biologie Végétale 5: 164. 1954.
Etimología
Euphorbia: nombre genérico que deriva del médico griego del rey Juba II de Mauritania (52 a 50 a. C. - 23), Euphorbus, en su honor – o en alusión a su gran vientre –  ya que usaba médicamente Euphorbia resinifera. En 1753 Carlos Linneo asignó el nombre a todo el género.
fianarantsoae: epíteto geográfico que alude a su localización en la Provincia de Fianarantsoa.